# Araki Murashige
En aquest nom japonès, el cognom és Araki.
Araki Murashige (荒木 村 重) va ser un samurai del període Sengoku de la història del Japó.
Murashige va ser vassall d'Oda Nobunaga i va lluitar en contra Mori Terumoto, però va ser acusat per Akechi Mitsuhide de traïció per la qual cosa va decidir refugiar-se al castell Itami. Al castell va resistir un setge d'un any de durada i quan el castell va caure va decidir fugir. No se sap amb certesa quin va ser el seu destí ni la seva data de defunció.